# 普罗素目镜
普罗素目镜（PL式目镜）是由两组完全相同或者稍有不同的消色差胶合透镜组成，特点是畸变小，视场可达42-45度，但是出瞳距离较短，只能达到焦距的70%-80%，因此在短焦时人眼观察起来很不舒服。由于两个消色差胶合透镜可以完全相同，因此成本较低，广泛应用于各种小型天文望远镜上。普罗斯尔目镜属于第二代目镜，是由乔治·西蒙·普罗素于1860年发明的。